# Stephen Pickell
Stephen Pickell est un nageur canadien né le 11 août 1957 à Vancouver.

## Biographie
Stephen Pickell dispute l'épreuve du 4 × 100 m 4 nages aux Jeux olympiques d'été de 1976 de Montréal et remporte la médaille d'argent aux côtés de Graham Smith, Clay Evans et Gary MacDonald.